# Silene Salazar
Silene Araceli Salazar Huarita (Challapata, circa 1980) es una activista quechua boliviana destacada por haber sido una de las fundadoras de la Red de Mujeres Lesbianas y Bisexuales de Bolivia (Red LB Bol) en 2008,el primer grupo de apoyo dedicado a estas mujeres en el país, la red busca además la visibilización de las identidades LGBTI en comunidades indígenas rurales de su país donde la discriminación tiene características propias.La red ha propuesto la contabilización de esta población para atención específica de sus necesidades a través de diferentes niveles del Estado.

## Biografía
Salazar nació en la localidad de Challapata, en el departamento de Oruro, al oeste de Bolivia. Cuando tenía dieciséis años, salió del armario ante su familia como mujer lesbiana, pero encontró desaprobación por no ceñirse a la heteronorma.Posteriormente se trasladó junto a su familia a la ciudad de Santa Cruz, una de las más pobladas del país, donde sufrió racismo por ser quechua. Debido a la discriminación que vivió, se planteó diferentes cuestiones referidas a su identidad. Con respecto a la transversalidad de la discriminación menciona:
“Ser indígena afecta al sistema capitalista y ser lesbiana es una afrenta al sistema patriarcal. Asumirse en todas estas identidades es colocarse en una situación de mucha vulnerabilidad, pero también es lograr la valentía para no seguir estando invisibilizadas”.
Como resultado de sus reflexiones fue cofundadora de la Red de Mujeres Lesbianas y bisexuales de Bolivia en 2008, a sus 26 años, siendo una organización pionera dedicada a la población de mujeres en su país.